# Louis Joseph Lefèbre
Louis Joseph Lefèbre, ingeschreven als Lodewijk Joseph Lefèbre, (Amsterdam, 13 oktober 1827 – Den Haag, 26 januari 1895) was een Nederlands pianist, organist en akoesticus.

## Leven
Hij was zoon van Louis Joseph Lefèbre en Jannetje Schremph. Hij zelf was getrouwd met Anna Geertruida Rebecca van Paasschen en Philippina Everdina Jut.
Hij kreeg zijn opleiding aan het Haags Conservatorium van Johann Lübeck. Hij was bekend als oprichter van een plaatselijk zangkoor (1855) en zangschool voor werkenden (1857) waar hij bij optrad als dirigent, componist en docent. In 1862 richtte hij het muziekblad Euterpe op en schreef ervoor. In 1863 organiseerde hij een veteranenfeest (strijders uit 1813). Hij had ook een aantal jaren de leiding over de muziekhandel F.J. Weygang & Comp.
Hij begon zich te interesseren voor geluidsleer. Daaruit kwam voort een verzameling elektrische en akoestische instrumenten getiteld Chladni, mede gefinancierd door Hendrik van Oranje-Nassau. Na de dood van die geldschieter bleef de verzameling nog enige tijd bij elkaar in het Technisch Museum Prins Hendrik, Prins Hendrikplein te Den Haag. De belangstelling daarvoor was toen al tanende en in 1889 moest hij het verkopen. Lefèbres belangstelling voor genoemde apparatuur leidde tot verbetering van signalen binnen de scheepvaart als ook van misthoorns.
Hij was ridder in de Orde van de Eikenkroon.

## Afbeeldingen

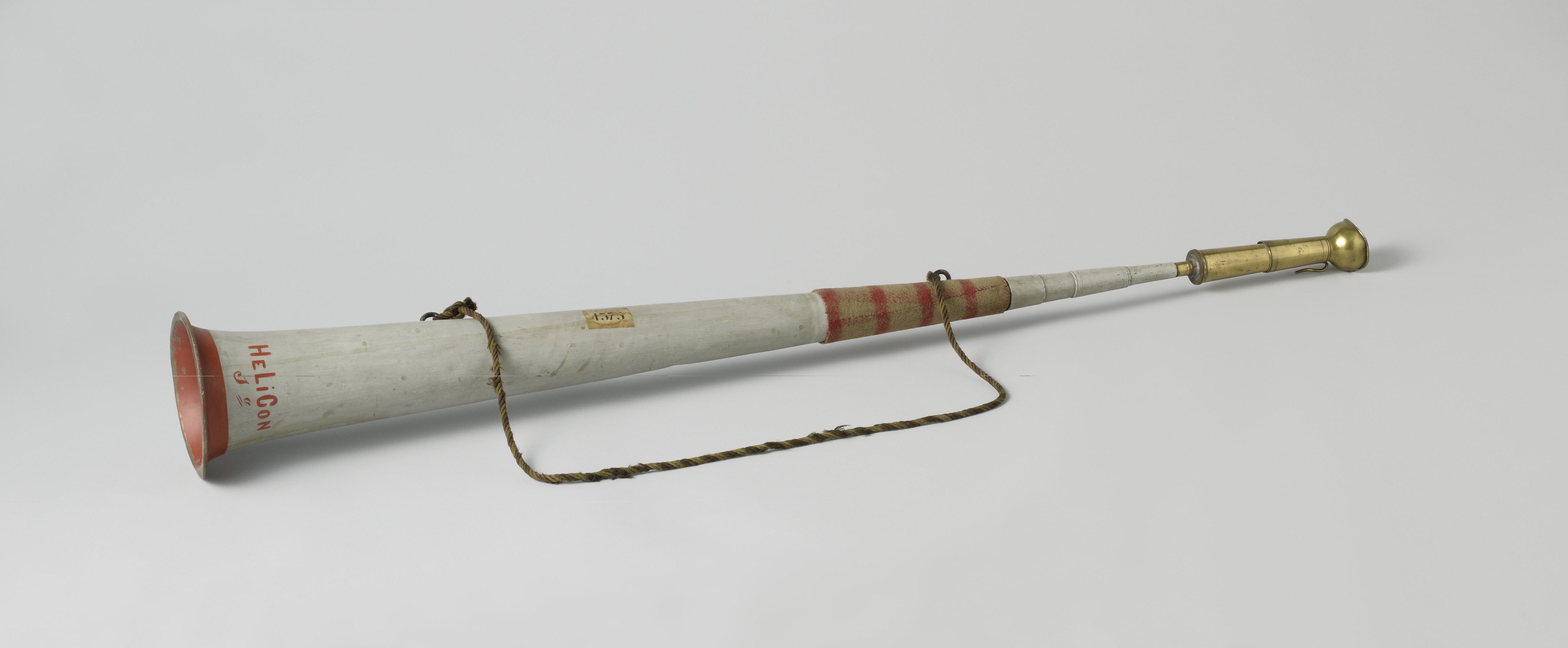
Misthoorn van Lefèbre in de verzameling van het Rijksmuseum Amsterdam
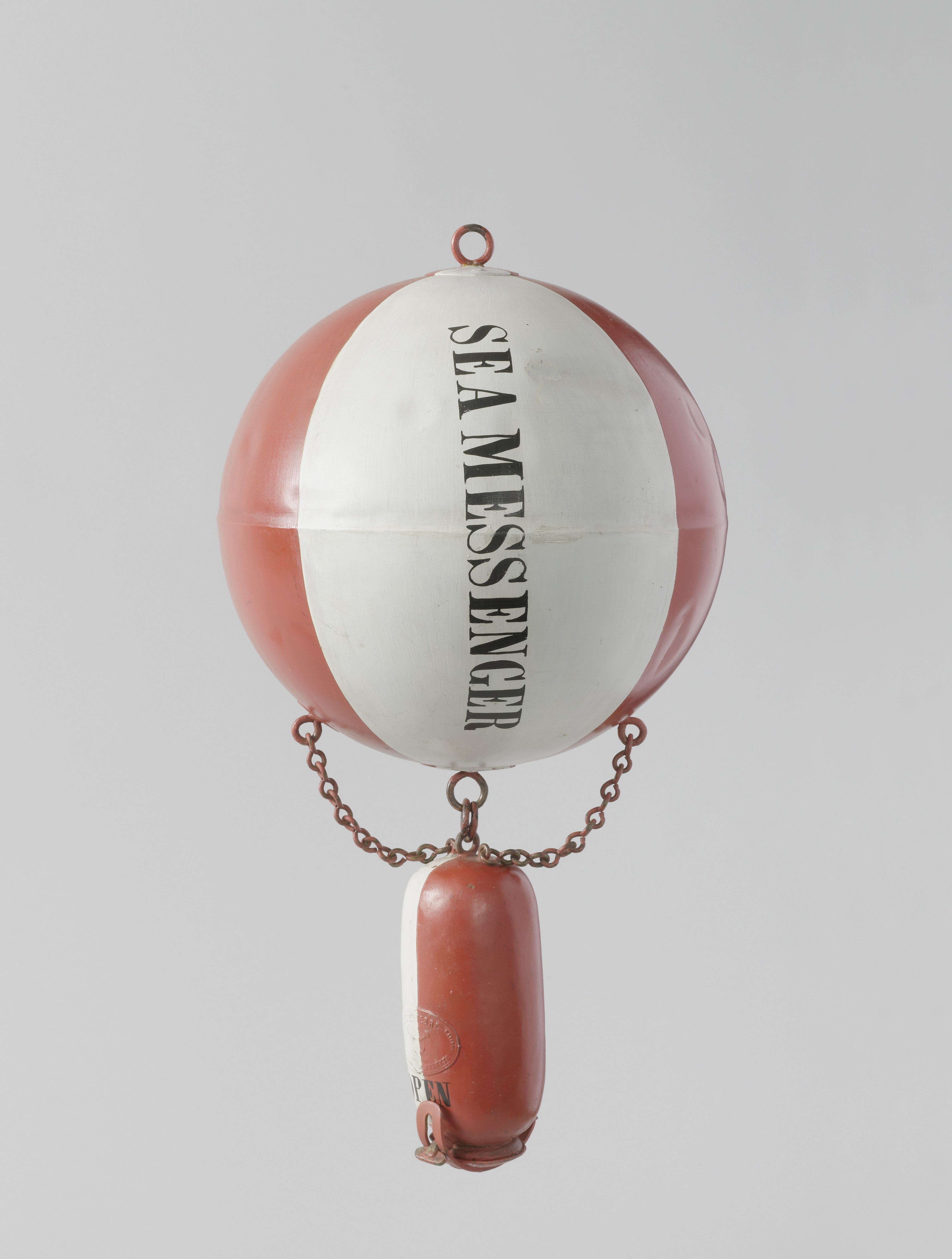
Berichtenboei (idem)